# Logografia (storia)
Nella storiografia greca, con logografia - che deriva dal termine "logos" - si indica uno scritto in prosa e non più in versi.

## Origini e diffusione
La logografia come corrente storiografica nacque in Ionia, l'area più culturalmente vivace della Grecia arcaica.
Il termine "logografo" fu usato per la prima volta da Tucidide per indicare i suoi predecessori che si erano dedicati alla trattazione di eventi storici, con fine più edonistico che didattico, essendo le opere logografiche destinate alla lettura pubblica.
Oggi "con il termine 'logografi' sono generalmente indicati gli autori di storie e di cronache fioriti anteriormente a Tucidide, gli storici cioè del VI e V sec. a.C., fino a Ellanico di Mitilene, con esclusione di Erodoto".
La maggior parte dei logografi proveniva dalla grecità dell'Asia minore e delle isole vicine.

## Caratteristiche
I logografi cercarono per la prima volta di razionalizzare il patrimonio mitico precedente e di introdurre la concezione lineare della storia. Il mito, appartenente alla cultura greca epica, non era più accolto passivamente, ma veniva interpretato e messo in correlazione con il presente, degno anch'esso di essere memorabile come i racconti epici.
Viste nell'insieme, le opere di questi scrittori trattano di genealogie mitiche, fondazioni di città (ktiseis) o storie di etnie greche e barbare, cronache e impalcature cronografiche, raccogliendo, in effetti, da quanto rimane della loro produzione, materiale orale ed epigrafico, ponendosi, in effetti, come editori di cronache locali.
Con la logografia si può dire che il discorso storico si svincoli, sia pure in modo embrionale, dal puro racconto, esercitando una sorta di selezione e ordinamento del materiale tràdito, in modo, comunque, piuttosto larvale rispetto ad Erodoto: per questo motivo, oltre che per la mancanza di attrattive stilistiche, le opere di questi autori scomparvero dalla tradizione, restando puri serbatoi di dati almeno fino all'età alessandrina.